# Хасилпур
Хасилпур (англ. Hasilpur) — город в пакистанской провинции Пенджаб, расположен в округе Бавахалпуре.

## Географическое положение
Высота центра НП составляет 124 метра над уровнем моря.

## Демография
Население города по годам:
| 1961  | 1972   | 1981   | 1998   | 2010    |
| ----- | ------ | ------ | ------ | ------- |
| 7 970 | 15 742 | 37 026 | 69 647 | 102 511 |